# Fonds d'Intervention pour la Qualité et la Coordination des Soins
Le Fonds d’Intervention pour la Qualité et la Coordination des Soins (FIQCS) a pour objet l'amélioration de l'efficacité de la politique de coordination des soins et le décloisonnement du système de santé.

## Histoire
Il a été créé par la loi de financement de la sécurité sociale de 2007 et modifié par l’ordonnance n°2010-177 du 23 février 2010. Il figure à l’article L221-1-1 du code de la sécurité sociale. Ses conditions d’application sont fixées par le décret n° 2010-1027 du 30 août 2010.
Il est abrogé en 2012 et remplacé par le fonds d'intervention régional (FIR),.

## Compétences
- Expérimentation des soins de ville
- Réseaux de santé
- Permanence des soins
- Pôles de santé
- Système d'information

## Orientations 2011
- Améliorer l’accessibilité aux soins et favoriser une meilleure répartition géographique des professionnels de santé
- Contribuer à l’amélioration de la qualité et de la coordination des soins de premier recours

## Référence
1. ↑  « Présentation », Assurance maladie en France
2. ↑  « Article L221-1-1 du code de la sécurité sociale », Légifrance
3. ↑  « Fonds d'Intervention pour la qualité et la Coordination des Soins (FIQCS) », Agence régionale de santé de Bretagne
4. ↑  « Lexique », sur www.normandie-pediatrie.org (consulté le 25 juin 2025)
5. ↑  DGOS, « Le fonds d’intervention régional (FIR) - Ministère du Travail, de la Santé, des Solidarités et des Familles », sur sante.gouv.fr (consulté le 25 juin 2025)